# René Gabriel Schneider
Pour les articles homonymes, voir René Schneider et Schneider.
 (janvier 2024).
René Gabriel Schneider, né le 25 octobre 1867 à Châtellerault (Vienne) et décédé le 3 octobre 1938 à Paris 16e, est un professeur d'université et un historien de l'art français.

## Biographie
René Schneider grandit dans une famille de quatre enfants. Il fréquente le lycée de Toulouse, puis le lycée Janson-de-Sailly, et en ressort bachelier ès lettres. En 1888, il intègre l'École normale supérieure et obtient une licence ès lettres en 1889. Il est agrégé ès lettres en 1891 et accède au grade de docteur ès lettres en 1910. 
René Schneider commence sa carrière académique par un poste de professeur de rhétorique au lycée de Cahors (de 1891 à 1893), puis au lycée de Montauban (de 1893 à 1895). Il enseigne par la suite dans divers lycées jusqu'en 1906. Il devient maître de conférences d'histoire de l'art à la Faculté des lettres de Caen à partir de 1906, puis professeur d'histoire de l'art en 1913 à la même faculté. Il accède à un poste de chargé de cours d'histoire de l'art à la Faculté des lettres de Paris en 1919, et devient professeur d'histoire de l'art moderne en 1927. En 1937, il prend sa retraite et devient professeur honoraire. 
René Schneider s'est impliqué dans diverses missions de conférences ou d'études, dans plusieurs villes (Alger, Portugal, Prague, Cambridge, Madrid, Bruxelles, Utrecht, Amsterdam, Bruxelles). Il contribue également à la Revue de Paris, à la Gazette des Beaux-Arts, ainsi que de nombreuses autres revues. Il est en outre président du comité de direction de l'Institut d'art et d'archéologie et membre du comité français d'organisation des congrès internationaux d'histoire de l'art.
Il est nommé chevalier de la Légion d'honneur en 1921 et est également lauréat de l'Académie française.

## Publications
- L'Ombrie (1904), couronné par l'Académie française
- Rome (1906)
- La résistance organisée au Romantisme (1815-1848), Quatremère de Quincy, secrétaire perpétuel de l'Académie des Beaux-Arts, thèse de doctorat (1910), prix Bordin
- La doctrine classique d'après Quatremère de Quincy, thèse complémentaire (1910)
- Botticelli (1912)
- Pérouse (1913)
- Histoire de l'art français en 6 volumes (1923-1930) 
  1. Moyen Âge, origines, art roman, art gothique du XIIIe siècle
  2. Moyen Âge, Renaissance
  3. XVIIe siècle : 1610-1690
  4. XVIIIe siècle : 1690-1789
  5. L'Art français, XIXe siècle. Du classicisme davidien au romantisme
  6. L'Art français, XIXe et XXe siècles. Du réalisme à notre temps
- La peinture italienne, des origines au XVIe siècle (1929)
- La peinture italienne du XVIe   au   XIXe siècle (1930)
- Dans le volume II de la Science française : Histoire de l'art moderne en France (1934)
- L'art en Italie au XVe siècle (1935)
- La formation du génie moderne dans l'art de l'Occident (collection Évolution de l'humanité) (1938)